# Застава Гвама
Застава Гвама је званично усвојена 9. фебруара 1948. Застава је плаве боје са црвеним оквира. У средини налази се грб Гвама; плажа Агана Беј са натписом GUAM.